# Бесермяне
Бесермя́не (самоназвание — бесерман; удм. бесерман, тат. бисермән, бечерман, устар. тат. керәшен) — малочисленный финно-угорский народ в России, разрозненно проживающий на северо-западе Удмуртии в 41 населённом пункте, из которых 10 деревень — мононациональны.
Численность, по всероссийской переписи населения 2021 года — 2036 человек.
Говорят на особом наречии удмуртского языка финно-угорской группы уральской семьи, близком морфологически к северным говорам удмуртского языка, а фонетически — к южным.
Верующие бесермяне — православные христиане; народная религия бесермян очень близка к народной религии удмуртов, включая в себя также некоторые элементы исламского происхождения.
По переписи населения 1897 года в России проживало 10,8 тысячи бесермян, по переписи населения 1926 года — 10 тысяч человек, в 2002 году — 3,1 тысячи. Настолько значимое падение численности бесермян объясняется в первую очередь тем, что начиная с 1930-х годов вплоть до распада Советского Союза их официально причисляли к удмуртам, как при указании национальности в паспорте, так и во всесоюзных переписях. И лишь в июне 1992 года Президиум Верховного Совета Удмуртской Республики принял постановление «О восстановлении исторического имени бесермянского народа».

## Происхождение названия
Самоназвание бесерман (как и созвучное русское «басурманин») восходит через булгарское посредство к арабской лексеме со значением «мусульманин». Это слово попало к волжским булгарам из Средней Азии (ср. название «бесермини», применяемое к жителям Хорезма у папского нунция Плано Карпини в XIII веке) в период принятия ими ислама в IX веке и служило вплоть до XV века обозначением части населения Волжской Булгарии и Казанского ханства («бесермены» в русских источниках XIV—XV веков), а именно — мусульманского населения Заказанья (округ города Арска). Там же жили удмурты. Оттуда бесермены в XIV—XVI веках, спасаясь от усобицы в Золотой Орде и вследствие разгрома Золотой Орды и, в том числе, территории бывшей Волжской Булгарии Тамерланом в конце XIV века, переселились вверх по Вятке, в низовья Чепцы.
Какая-то часть бесермен вошла в состав каринских (чепецких) татар, как об этом свидетельствуют исторические документы и данные татарских генеалогических преданий шежере. Пришедшее вместе с ними удмуртоязычное население, оказавшись в новом для себя этническом окружении, стало испытывать необходимость в новом самоназвании. Желая подчеркнуть своё отличие от местных старожилов — северных удмуртов, предки бесермян строили идентичность вокруг происхождения из Заказанья, из земли, где живут бесермены (то есть мусульмане). Аналогичного происхождения названия других земляческих групп удмуртов — Ватка и Калмез (вятские и кильмезские).
По-видимому, название бесерман было перенято удмуртами — предками бесермян — от их соседей-тюрок ещё в период проживания в Заказанье (округа города Арска).

## Антропология и генетика
Антропологический облик бесермян имеет тенденцию к близости с чепецкими татарами, отличаясь от удмуртского более тёмными волосами, преобладанием выпуклых спинок носа над вогнутыми, вытянутыми пропорциями головы и лица. В целом, расовая характеристика современных бесермян уже не характеризуется уральским комплексом черт (в форме субуральского или сублапоноидного типов). Для современного периода актуальнее относить их облик к волжско-камско-степному европеоидному типу, в формировании которого признается участие субуральского и понтийского комплексов.
Исследование митохондриальной ДНК 41 бесермянина из села Ёжево Юкаменского района Удмуртии, показало, что доля восточно-евразийских гаплогрупп по женской линии (прежде всего, митохондриальной гаплогруппы C) оказалась достоверно превышающей таковую у удмуртов. По этому показателю бесермяне генетически выделяются на фоне Волго-Уральского региона и сближаются с тюркоязычными народами Южной Сибири.
В 2015 году было выявлено, что гаплогруппы Y-хромосомы 53 бесермян из сёл Юкаменское и Ёжево, а также деревни Шамардан Юкаменского района Удмуртии более чем на половину принадлежат к Y- хромосомной гаплогруппе N, что может свидетельствовать о преобладании финно-угорского компонента в складывании бесермян по мужской линии.
Данные лексикостатистики также не обнаруживают ощутимого булгарского (древнечувашского) субстрата в бесермянском диалекте. Прослеживается лишь татарский адстрат, связанный с чепецкими татарами.

## Численность и расселение

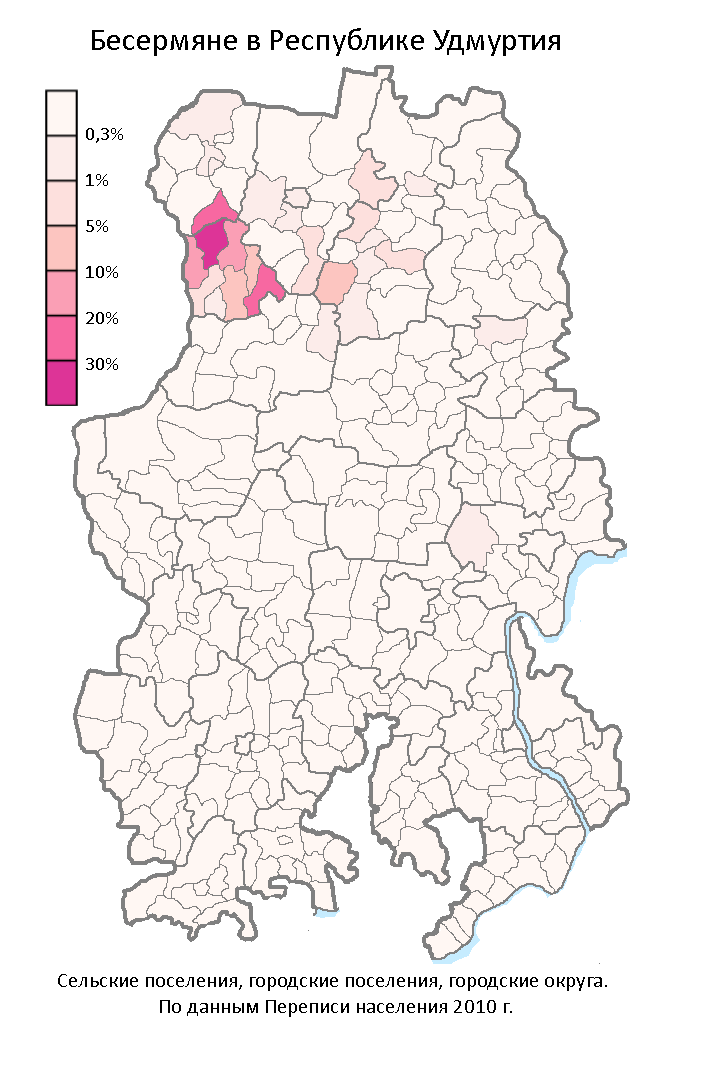
Расселение бесермян в Республике Удмуртия по городским и сельским поселениям в %, перепись 2010 г.

Численность бесермян в населённых пунктах в 2002 году:
| Н. п.            | Численность |
| ---------------- | ----------- |
| Удмуртия:        |             |
| город Глазов     | 404         |
| село Юкаменское  | 292         |
| село Ёжево       | 235         |
| деревня Шамардан | 217         |
| деревня Ворца    | 198         |
| село Юнда        | 188         |
| деревня Турчино  | 128         |

По переписи 2010 года, бесермяне составляют 10,3 % населения Юкаменского района Удмуртии. Также бесермяне живут в селе Карино и в окрестных населенных пунктах Слободского района Кировской области.

## Мифология
Мифологические представления бесермян в целом характерны для земледельческих культур Восточной Европы и мало отличаются от удмуртских. Помимо верховного Бога — Инмара, они признают существование «хозяев» различных локусов пространства:
- Коркакузё — Хозяин дома. Во время осеннего праздника нового урожая ему в подполье приносили в жертву гуся с просьбой защитить гусей, которых на период высиживания яиц заносят в избу.
- Гидькузё — Хозяин двора. В Покровскую субботу ему в хлеву приносили в жертву барана.
- Бакчакузё — Хозяин огорода
- Чашшакузе / Лудкузё / Нюлэс бабам — Хозяин леса, присматривает за пасущимся скотом. Обходит свои владения в полдень, когда может быть опасен. Передвигается в виде вихря, поднимающего столп пыли (тэлпэри). На упоминание вслух его имени было наложено табу. Человек, срубивший принадлежавшее ему дерево, непременно заболеет. Накануне дня Кузьмы и Демьяна в священной роще ему в жертву приносился гусь. Нередко Лудкузё ассоциировался с Кузьмой-Демьяном и Ильёй-пророком.
- Межакузё / Межамумы — Хозяин поля. Обходит свои владения в полдень, когда может быть опасен. Перед началом сева для него зарывали в пашню крашеное яйцо, а также жертвовали хлеб и пиво в период колошения ржи. После посева озимых ему на меже приносили в жертву барана. Под последним снопом после жатвы ему оставляли хлеб с маслом.
- Вукузё — Хозяин воды. Накануне праздника Покрова ему у ближайшей к селению реки приносили в жертву гуся.

## Праздники
Поскольку бесермяне — православные христиане, их аграрный цикл календарных обрядов по преимуществу народно-православный, хотя и включает некоторые тюрко-мусульманские реликты.
- Лазарева суббота — Вэрба суббота «вербная суббота». Проходили посиделки, к которым готовили пиво и брагу: вэрва / ныл / тулыс брага «вербная / девичья / весенняя брага». После этого начинали хлестать друг друга ветками вербы.
- Вербное воскресенье — Вэрва нунал
- Великий четверг — Бурсинь кэрттон «завязывание шёлковых ниток» / арсэ лыктэм чэтвэрик «раз в год пришедший четверг». Накануне вечером гадают о предстоящем браке и защищают дом и хозяйство от злых духов ветками можжевельника. Утром проводится ритуальное очищение — окуривают дом можжевельником, топят баню и прыгают через костёр. Рано утром дети обходили деревню, и в каждом доме им на запястье повязывали шелковую нить или лоскутки ткани с пожеланием здоровья. Обряд заканчивался угощением блинами. После этого дети носили нитки на руке до праздника Акашка, когда их бросали в воду, полагая, что они унесут болезни.
- Пасха — Паска / Великтэм «Велик день». Красили яйца, которым приписывались апотропеические функции. Строили качели.
- Покровская суббота — последние поминки в году. Нередко к этому дню был приурочен «осенний праздник» «нового хлеба» и жертвоприношение барана в хлеву в честь Хозяина двора.
- Кузьминки осенние — завершение аграрного года. Накануне проводилось моление в священной роще, принадлежащей Хозяину леса. Ему в жертву приносился гусь, как правило мужчинами и в полном молчании. Жертвенную пищу оставляли под елью в берестяном коробе чумок.